# Ланнуа, Эдуард фон
Барон Генрих Эдуард Йозеф фон Ланнуа (нем. Heinrich Eduard Joseph Freiherr von Lannoy; 3 декабря 1787, Брюссель — 28 марта 1853, Вена) — австрийский композитор и драматург.

## Биография
Сын Петера Йозефа Альберта фон Ланнуа (1733—1825), крупного чиновника в администрации Австрийских Нидерландов. После того, как период австрийского владения этими территориями закончился, семья Ланнуа в середине 1790-х гг. обосновалась в Граце, где Эдуард фон Ланнуа учился до 1801 года, затем ненадолго вернулся в Брюссель, после чего изучал математику, музыку и эстетику в Париже. В 1806 году вернулся в Грац, а с 1808 года жил, в основном, в замке Вильдхаус рядом с Цельницем-ан-дер-Драу (ныне в Словении), который был приобретён его семьёй. В дальнейшем делил время между замком и Веной, где проводил месяцы концертного сезона. В 1814 году увидела свет первая опера Ланнуа «Маргарита, или Грабители» (нем. Margarethe oder Die Räuber), в 1817 году премьера одной из следующих опер Ланнуа «Морлахи» (нем. Die Morlaken) прошла в присутствии императора Франца II. С 1818 года Ланнуа был одним из руководителей венского Общества друзей музыки, дирижировал его симфоническими и хоровыми концертами, преподавал в Венской консерватории, а в 1833—1834 гг. возглавлял её. В 1822—1847 гг. один из дирижёров венских Духовных концертов. После революции 1848 года отошёл от дел и удалился в семейный замок.

## Творчество
Эдуарду фон Ланнуа принадлежит двенадцать опер (многие из них на собственное либретто) и семь мелодрам, из которых наибольшей популярностью пользовалась первая, «Некий час, или Волшебный союз среди ночи» (нем. Ein Uhr oder Der Zauberbund um Mitternacht; 1822), выдержавшая более 100 представлений в театре Ан дер Вин. Ланнуа написал также несколько симфоний, ряд камерных и вокальных сочинений.
В «Лексиконе эстетики» Игнаца Йейттелеса Эдуарду де Ланнуа принадлежит ряд статей о музыке.